# Палмино уље
Палмино уље је јестиво биљно уље природно црвенкасте боје због високог бета-каротенског садржаја изведено из мезокарпа (црвенкасте пулпе) плода уљаних палми, пре свега афричке уљне палме Elaeis guineensis, а у мањој мери од америчке уљне палме Elaeis oleifera и марипа палме Attalea maripa. Ово уље не треба мешати са уљем палминог језгра изведеног из језгра истог воћа, или кокосовог уља добијеног од језгра кокосовое палме Cocos nucifera. Разликују се у боји (сировом уљу из палминог језгра недостаје Каротеноид и није црвено) и у садржају засићених масти: палмино мезокарпа уље садржи 41% засићених масти, док уље палминог језгра и кокосово уље садрже 81%, односно 86% засићених масти. Уз кокосово уље, палмино уље је једно од ретких високо засићених биљних масти које су получврсте на собној температури.
Палмино уље је чест састојак за кување у тропским појасом Африке, југоисточне Азије и деловима Бразила. Његова употреба у комерцијалној прехрамбеној индустрији у другим деловима света је распрострањена због ниже цене и стабилности висок оксидативног (засићења) од рафинисаног производа када се користи за пржење.
Употреба палминог уља у прехрамбеним производима је привукла забринутост активистичких група за заштиту околине; висок принос уља од дрвећа је охрабрио и шири култивацију, што је довело до чишћења шума у деловима Индонезије и Малезије да би се направио простор за монокултуру уља палме. То је довело до губитка значајних површина које су природно станиште орангутана, од којих су обе врсте угрожене; једна врста посебно, Sumatran orangutan, је наведена као критично угрожена.  У 2004. години, индустријска група под називом Округли сто о одрживом палмином уљу је формирана да ради са индустријом уља зарад решавања ових проблема. Поред тога, 1992. године, као одговор на забринутост за крчење шума Влада Малезије обавезала се да ограничи ширење плантажа палминог уља задржавањем најмање пола земље нације под шумским покривачем.

## Историја
Процењује се да употреба палминог уља траје бар 9000 година. У касним 1800-им, археолози су открили супстанцу за коју су закључили је првобитно палмино уље у гробници у Абидосу која датира од 7.000 године пре нове ере. Верује се да су се трговци донели палмино уље у Египат. 
Палмино уље од E. guineensiss је одавно познато у Западу и централним Афричким земаља, и увелико се користи као јестиво уље. Европски трговци тргују са Западном Африком и повремено су куповали палмино уље за употребу као јестиво уље у Европи. Палмино уље је постало веома тражена роба од стране британских трговаца, за употребу као индустријско мазиво за машине за време британское индустријске револуције. Палмино уље је формирало основу за производњу сапуна, као што су Левер Брадерови (сада Унилевер) „Санлајт” сапуни, и амерички Палмолајв бренд. Од око 1870, палмино уље представља примарни извозни производ неких западноафричких земаља, као што су Гана и Нигерија, иако је тај статус преузео какао у 1880. са увођењем колонијалних европских плантажа.

## Композиција

### Масне киселине
Палмино уље је, као и све масти, састављено од масних киселина, естерификованих глицеролом. Палмино уље има посебно високу концентрацију засићених масти, тачније засићене масне киселине са 16 угљеника, палмитинске киселине, којој даје име. Мононезасићена олеинска киселина је такође знатан састојак палминог уља. Нерафинисано палмино уље је значајан извор токотриенола, дела породице витамина Е.
Приближна концентрација естерификованих масних киселина у палмином уљу је:
| Садржај масних киселина у палмином уљу (присутан у облику естара триглицерида) ‍‍ | Садржај масних киселина у палмином уљу (присутан у облику естара триглицерида) ‍‍ | Садржај масних киселина у палмином уљу (присутан у облику естара триглицерида) ‍‍ | Садржај масних киселина у палмином уљу (присутан у облику естара триглицерида) ‍‍ | Садржај масних киселина у палмином уљу (присутан у облику естара триглицерида) ‍‍ |
| ------------------------------------------------------------------------------- | ------------------------------------------------------------------------------- | ------------------------------------------------------------------------------- | ------------------------------------------------------------------------------- | ------------------------------------------------------------------------------- |
|                                                                                 |                                                                                 |                                                                                 |                                                                                 |                                                                                 |
| Миристинска, C14                                                                | Миристинска, C14                                                                |                                                                                 | 10                                                                              | 1,0%                                                                            |
| Палмитинска, C16                                                                | Палмитинска, C16                                                                |                                                                                 | 435                                                                             | 43,5%                                                                           |
| Стеаринска, C18                                                                 | Стеаринска, C18                                                                 |                                                                                 | 430                                                                             | 4,3%                                                                            |
| Олеинска, C18:1                                                                 | Олеинска, C18:1                                                                 |                                                                                 | 366                                                                             | 36,6%                                                                           |
| Линолеинска, C18:2                                                              | Линолеинска, C18:2                                                              |                                                                                 | 91                                                                              | 9,1%                                                                            |
| Друга/непознато                                                                 | Друга/непознато                                                                 |                                                                                 | 550                                                                             | 5,5%                                                                            |
| црно: засићено, сиво: мононезасићено, плаво: полинезасићено                     |                                                                                 |                                                                                 |                                                                                 |                                                                                 |

### Каротени
Уље црвене палме богато је каротенима, као што су алфа-каротен, бета-каротен и ликопен, који му дају карактеристичну тамноцрвену боју. Међутим, палмино уље које је пречишћено, избељено и дезодорирано из сировог палминог уља (звано „РБД палмино уље“), оно не садржи каротене.

## Исхрана и здравље
Доприносећи значајним калоријама као извор масти, палмино уље је основна намирница у многим кухињама. У просеку глобално, људи су конзумирали 7,7 kg (17 lb) палминог уља по особи у 2015. години. Иако је однос потрошње палминог уља и ризика од болести претходно процењен, квалитет клиничког истраживања која посебно процењују ефекте палминог уља је генерално лош. Сходно томе, истраживања су се фокусирала на штетне ефекте конзумирања палминог уља и палмитинске киселине као извора садржаја засићених масти у јестивим уљима, што је довело до закључака да палмино уље и засићене масти треба заменити полинезасићеним мастима у исхрани.
Једна мета-анализа из 2015. године и савети из 2017. од стране Америчког удружења за срце указују да је палмино уље међу намирницама које снабдевају засићене масти у исхрани које повећавају ниво LDL холестерола у крви и повећавају ризик од кардиоваскуларних болести, што доводи до препорука за смањену употребу или елиминацију дијететског палминог уља у корист конзумирања нехидрогенисаних биљних уља.
Естри глицидил масних киселина (ГЕ), 3-MCPD и 2-MCPD, налазе се посебно у палминим уљима и палминим мастима због њихове рафинације на високим температурама (приближно 200 °C (392 °F)). Пошто се глицидол, матично једињење GE, сматра генотоксичним и канцерогеним, EFSA није поставила безбедан ниво за ГЕ. Према речима председника CONTAM (EFSA-ин експертски панел за загађиваче у ланцу исхране), „Изложеност ГЕ код беба које конзумирају искључиво формулу за дојенчад представља посебну забринутост јер је то и до десет пута више од онога што би се сматрало малом забринутошћу за јавно здравље“. EFSA-ов подношљиви дневни унос (TDI) 3-MCPD и његових естера масних киселина је постављен на 0,8 микрограма по килограму телесне тежине дневно ((µg/kg bw/дан) 2016. године и повећан на 2 µg/kg bw/дан у 2017, на основу доказа који повезују ову супстанцу са оштећењем органа у тестовима на животињама и на могућим штетним ефектима на бубреге и плодност код мушкараца. Према EFSA, нема довољно података за постављање безбедног нивоа за 2-MCPD.

### Палмитинска киселина
Прекомерни унос палмитинске киселине, која чини 44% палминог уља, повећава нивое липопротеина ниске густине (LDL) и укупног холестерола у крви, а самим тим повећава ризик од кардиоваскуларних болести. Друге рецензије, Светска здравствена организација и Амерички национални институт за срце, плућа и крв охрабрују потрошаче да ограниче потрошњу палминог уља, палмитинске киселине и хране богате засићеним мастима.